# موجوريلا
موجوريلا، (بالإنجليزية: Mogorella)‏، هي بلدية، في مقاطعة أوريستانو، في إقليم سردينيا الإيطالي، وتقع على بعد حوالي 80 كم (50 ميل) شمال غرب كالياري، وحوالي 25 كم (16 ميل) شرق أوريستانو.

## السكان
في سنة 1861 بلغ عدد السكان 463 نسمة، وتطور العدد ليصل في سنة 2011 لـ 463 نسمة.
يظهر هذا المخطط البياني تطور النمو السكاني لـ موجوريلا